# Friedrich Wilhelm Hackländer

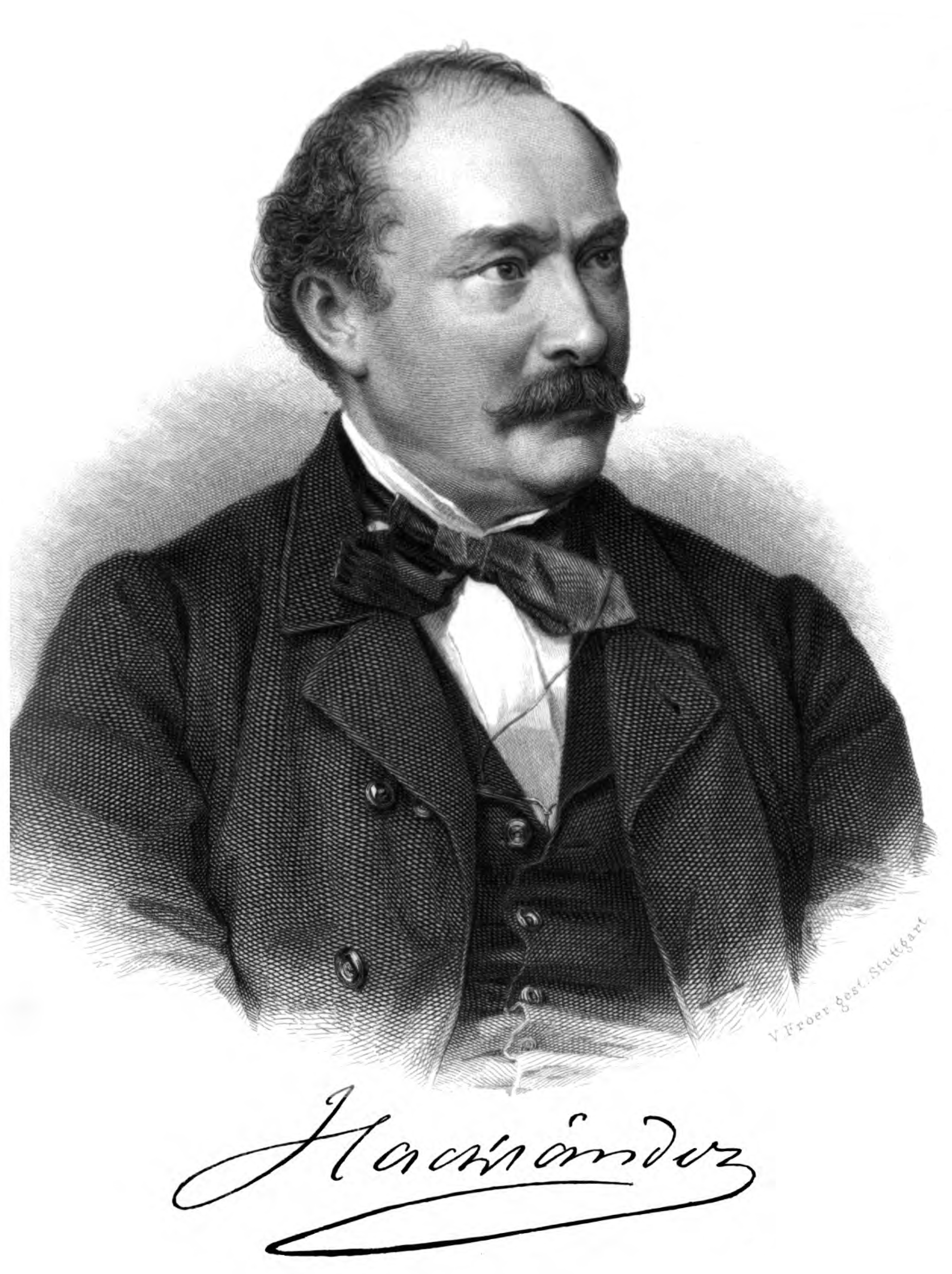
Friedrich Wilhelm Hackländer

Friedrich Wilhelm Hackländer, ab 1860 Ritter von Hackländer (* 1. November 1816 in Burtscheid; † 6. Juli 1877 in Leoni) war ein deutscher Schriftsteller.

## Leben

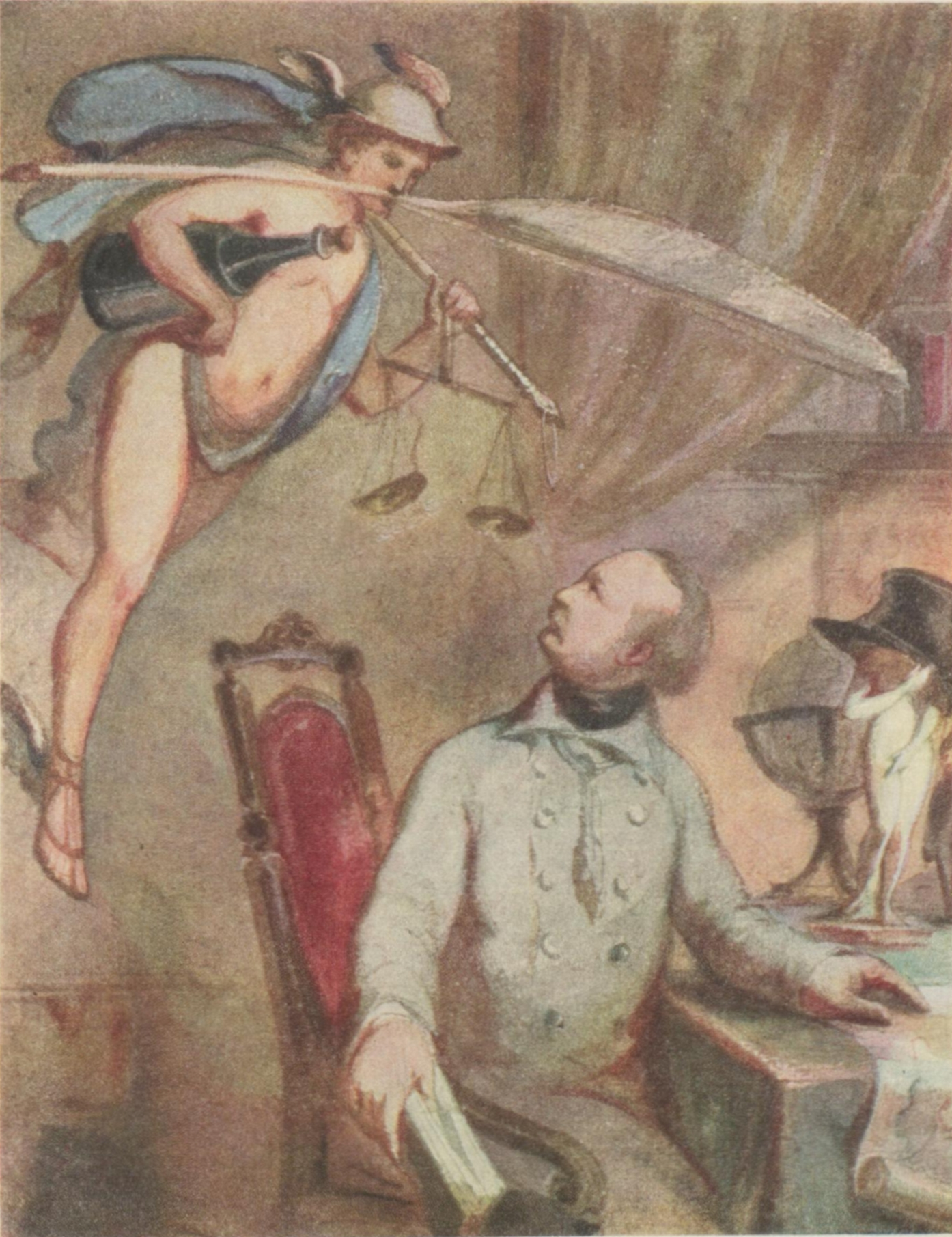
Karikatur von Friedrich Wilhelm Hackländer. Aus dem Album der Stuttgarter Künstlergesellschaft „Das Strahlende Bergwerk“, deren Gründer er war

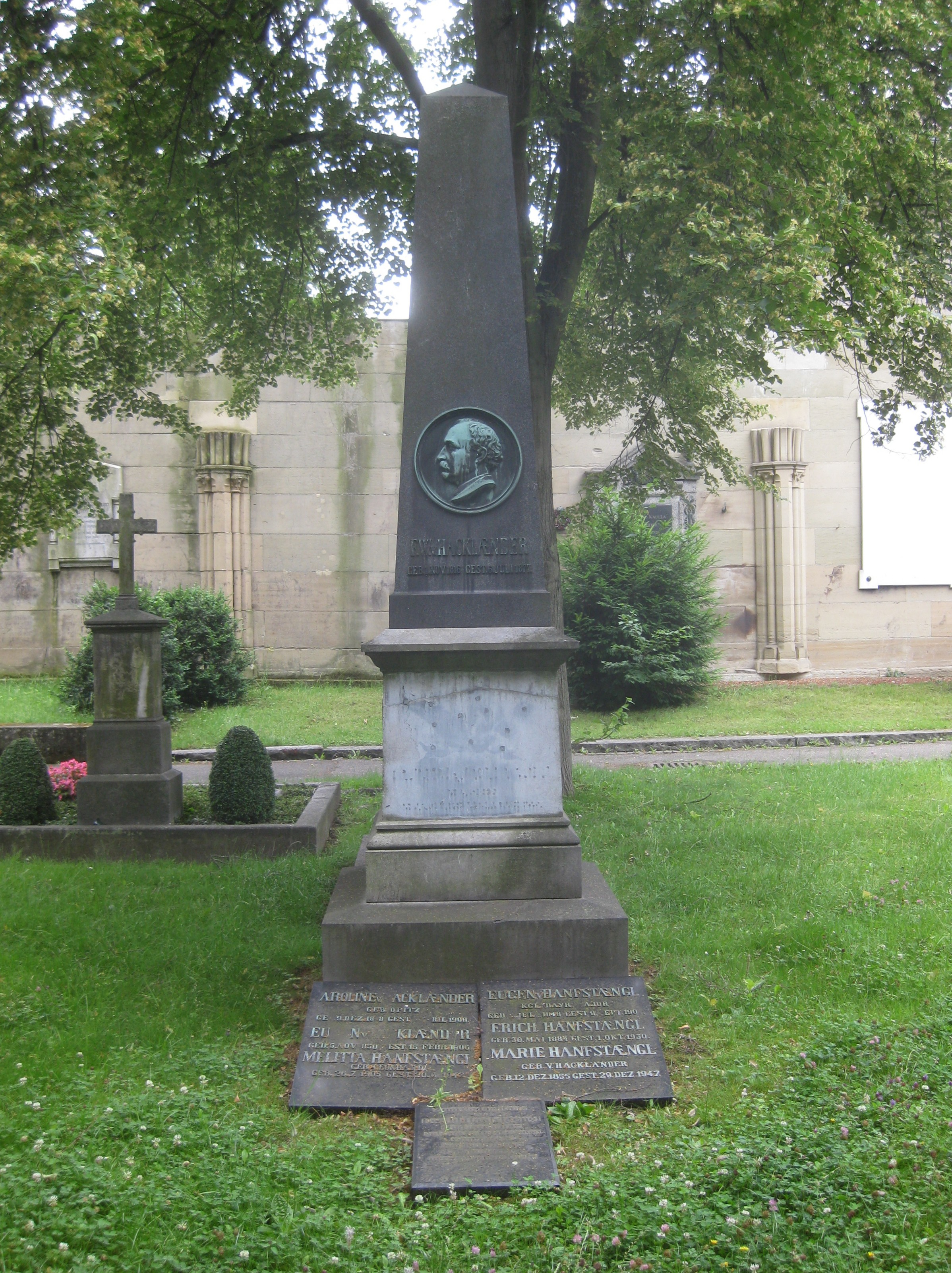
Grab von Friedrich Wilhelm Hackländer auf dem Stuttgarter Pragfriedhof

Hackländer wurde am 1. November 1816 in Burtscheid, heute ein Stadtteil von Aachen, geboren, wuchs früh verwaist in ärmlichen Verhältnissen bei verschiedenen Verwandten auf. In seinem Der Roman meines Lebens schrieb er, dass sein Vater Lehrer an einer einklassigen Burtscheider Simultanschule gewesen sei und er zusammen mit Alfred Rethel diese besucht habe. Mit 14 Jahren wurde er in eine für ihn unbefriedigende kaufmännische Lehre gesteckt. Es zog ihn aber sehr zum Militär und so trat er mit 16 in die 7. Artilleriebrigade in Düsseldorf ein, wo er aber keine große Karriere machen konnte.
Schließlich begann er, seine Erfahrungen und Erlebnisse niederzuschreiben, und er wurde ein erfolgreicher Schriftsteller. Seine humorvolle und realistische Art machten ihn schnell beliebt, und um die Mitte des 19. Jahrhunderts war er einer der meistgelesenen Schriftsteller Deutschlands. Hackländers Roman Handel und Wandel (1850) dürfte Gustav Freytag entscheidend zu dessen Soll und Haben (1855) angeregt haben.
Nach dem Umzug 1840 nach Stuttgart begann eine neue Karriere: er wurde 1843 Hofrat, Sekretär und Reisebegleiter des württembergischen Kronprinzen Karl. Er lernte das Hofleben kennen. 1849 schied er aus dem Dienst aus und wurde Kriegsberichterstatter für Cottas Zeitungen. 1859 war er nochmals im Staatsdienst in Württemberg als Direktor der königlichen Bauten und Gärten (Stuttgarter Schlossplatz).
Hackländer bereiste viele Länder. 1840–41 unternahm er eine mehrmonatige Reise in den Orient (siehe unten). Ab November 1843 begleitete er den württembergischen Kronprinzen Karl auf einer Reise nach Italien. 1848/49 war Hackländer Kriegsberichterstatter in Italien. Ein Winter in Spanien (zusammen mit Christian Friedrich von Leins) erschien 1855.
1860 wurde Hackländer als „Ritter von Hackländer“ vom österreichischen Kaiser in den erblichen Adelsstand erhoben.
Hackländer starb am 6. Juli 1877 in seiner Villa in Leoni am Starnberger See – nicht an einem Herzleiden (was laut Bericht zu seinem Ableben offenbar so von mehreren Zeitungen angegeben wurde), sondern wohl an einer Blutvergiftung, die er sich durch einen unsachgemäß behandelten Insektenstich zugezogen hatte.
Sein Grab ist in Stuttgart auf dem Pragfriedhof. Arno Schmidt hat dem bis dahin weitgehend vergessenen Hackländer in seinem Roman Abend mit Goldrand (1975) ein Denkmal gesetzt: Einmal in der Figur des Hackländer-begeisterten Majors Eugen Fohrbach, vor allem aber in einem Gespräch über Hackländer im Bild 8 (in der Originalausgabe auf den Seiten 28–35) des Romans.
In seinem Geburtsort in Aachen-Burtscheid erinnert heute eine Straße an Friedrich Wilhelm Hackländer, ebenso in Stuttgart und München. An der Stelle seines Geburtshauses wurde 2016 eine Gedenktafel enthüllt, die an ihn erinnert.

## Orientreise 1840–41
Hackländer brach Ende September 1840 von Stuttgart zu einer ausgedehnten Orientreise auf. Die Gelegenheit dazu hatte sich ergeben, nachdem er im April nach Stuttgart gekommen war. Hackländer „hörte da von einem Baron v. Taubenheim, der eine Reise nach dem Orient vorhabe, folgte seinem Verlangen und der Aufmunterung einiger Freunde, die es vermittelten, daß der Baron ihn zu zwei andern Mitreisenden, einen Arzt und einen Maler, als dritten Reisegefährten aufnahm“. Baron Wilhelm von Taubenheim (1805–1894) war Kammerherr und Oberst-Stallmeister des württembergischen Königs, und Hackländer widmete ihm später seinen Reisebericht. Bei den anderen Mitreisenden handelte es sich um den Arzt Karl Bopp (1817–1847) und den Maler Carl Friedrich Frisch.
Hackländer erreichte über Regensburg, Wien und Budapest im Oktober nach einer Dampferfahrt die Stadt Ruse an der Unteren Donau. Von dort aus durchquerte er das östliche Bulgarien, um auf dem Landweg nach Konstantinopel zu gelangen. Über die Landreise von Ruse nach Konstantinopel berichtete er in Briefform an das Tübinger Morgenblatt für gebildete Leser. Diese Briefe erschienen ab Mitte Januar ohne Angabe der Verfassers; zu diesem Zeitpunkt hielt sich Hackländer noch in Syrien und im Libanon auf. Während der Dampferfahrt zwischen Budapest und Ruse teilte er das Schiff mit dem englischen Lord Charles William Vane, der mit Gattin und großem Gefolge ebenfalls nach Konstantinopel unterwegs war. Über diese (in seiner Sicht skurrile) Reisegesellschaft berichtete Hackländer u. a. in seinem 1842 erschienenen, humoristischen Essay „Reisende Engländer im Orient“.
Im weiteren Verlauf seiner Orientreise besuchte Hackländer Rhodos (Dezember), Beirut, Damaskus, Palmyra, Jerusalem, Jaffa, Kairo und Alexandria. Er kehrte über das Mittelmeer via Malta, Sizilien (April), Neapel und Genua zurück. Mitte Juni war er wieder in Stuttgart. Eine zeitgenössische Zeitungsnotiz berichtet schon wenige Tage nach der Rückkehr der Reisenden, dass „der aus Norddeutschland (!) gebürtige Literat Hackländer“ durch seine „geistreichen Schilderungen und Darstellungen der erlebten Reiseabenteuer“ die Zuhörer fesselte; es wird auch berichtet, dass Hackländer „mehrere Sachen von Wert“ sowie die in Syrien erworbenen „Pferde von der seltensten Raçe und Schönheit“ im Auftrag Taubenheims (der in Italien verblieben war) nach Stuttgart gebracht hatte, wofür ihm der Baron einen „kostbaren Brillantring“ überreichen ließ.

## Themen und Stil
Charakteristisch für Hackländer ist der Einbezug zeitgemäßer Aspekte in seine Romane. Er greift als erster das Thema Industrialisierung in seinen Werken auf. Er lässt sich von zeitgenössischen Persönlichkeiten inspirieren. Seiner Romanfigur Wilbert im Sturmvogel standen Jacob Wothly und Joseph Albert Pate.

### Vier Könige (1841)
Die erste Buchveröffentlichung Hackländers stieß auf ein positives Echo und machte seinen Namen bekannt. Ein Rezensent schrieb über das Werk: „Ein frischer kecker Geist, welcher ebenso glücklich auf dem nebelhaften Gebiete der Phantastik zu schaffen, als die gemeine Wirklichkeit bestehender Verhältnisse zu schildern weiß, beurkundet sich in diesem Buch. …Wir finden Hackländer's Fictionen ganz allerliebst, pikant, muthwillig-barock, poetisch, aber der Styl, in seiner echt modernen Besonnenheit, läßt uns bei Sinnen und erhält uns nüchtern.“

### Daguerreotypen (1842)
Hackländers Bericht über seine Orientreise (zuerst erschienen 1842) wurde in der zeitgenössischen Presse als mehr oder weniger gelungener Versuch eines literarischen Nachwuchstalents aufgenommen. Über seinen Stil schrieb ein Rezensent: „Hr. H. weiss vortrefflich zu erzählen. Den grössern Theil dieser beiden Bände hat bereits das Tüb. Morgenblatt v. J. 1841 mitgetheilt … Eben so dürften auch Solche, die mit der Reiseliteratur des Orients vertraut sind, hier nicht gerade wichtige neue Aufschlüsse finden, da der Vf. keine wissenschaftliche Tendenz verfolgt, sondern mehr eine pittoreske Reisebeschreibung geliefert hat. Wer aber damit zufriedengestellt ist, wird die Reise mit Vergnügen lesen. Menschen und Thiere und Gegenden, Gefahren und Abenteuer, mögen letztere komisch oder bedenklich sein, werden mit so viel Phantasie und Wahrheit oder auch mit heiterer Laune dargestellt, dass der Leser selbst Mitreisender und auf dem Schauplatze zu sein glauben kann“. Ein anderer Rezensent bescheinigte Hackländer „burschikose Spaßhaftigkeit“ und führte weiter aus:
„Der junge Mann hängt mit gesunden, frohen Sinnen am Leben und dessen Erscheinungen; Studien über Zeiten und Völker hat er nicht gemacht, Geschichte und Naturwissenschaften gehörten nicht zu den Vorbereitungen auf seine, vom Himmel ihm bescherte Reise; für geistreiche Beobachtungen, Reflexionen, Kombinationen ist er zu jung und zu unruhig. Hat er ja, wie wir hören, kaum Geduld genug, zu schreiben, und dictirt lieber, der junge Mann! Wie ließe sich ihm da zumuten, daß er nach der Reise selbst, die eine Strapaze war, aus der Mittheilung derselben eine Arbeit hätte machen sollen? …Nun merkt man freilich die ungeduldige Mittheilung sogar seinem ungleichen Stil an, der gar oft vernachlässigter und verworrener ist, als man es billigen kann. …Daß bei solcher Vernachlässigung des Ausdrucks und der Satzbildung im Einzelnen noch wenig Achtsamkeit und Fleiß auf schöne Gruppirung, auf sorgfältige Vertheilung von Licht und Schatten in der Gesammtdarstellung verwendet worden ist, läßt sich denken. Alles liegt so strack und eben da, wie es erlebt worden ist; nur daß der Erzähler oft das Unwichtige behaglich durchwandelt, das Inhaltreiche aber im Galopp durchreitet.“
Wohlwollender war der Rezensent der Wiener Zeitschrift, der an Hackländers Reisebericht viel zu loben fand: „Die Fülle interessanter Bilder, welcher auf dieser Fahrt dem Verfasser aufgestoßen sind, hat derselbe mit treuen, lebendigen, warmen Farben geschildert. … Sehr zu beloben ist die natürlich, anspruchslose Sprache, in welcher der Verfasser seine Erlebnisse schildert, und welche viele Touristen, die weit weniger gesehen, aber desto entschiedener und prätentiöser gesprochen haben, besser gethan hätten, nachzuahmen.Die einfachen, rührenden Ausdrücke, mit welchen der Verfasser die Empfindungen schildert, welche in bey seinem Aufenthalte in Jerusalem durchdrungen, machen seinem reinen und poetischen Gemüth Ehre.“
Der Schweizer Palästinaforscher Titus Tobler, der mehr am Gehalt von Hackländers Bericht als an dessen Empfindungen interessiert war, bedachte ihn nur mit drei kurzen Sätzen: „Der Verfasser war im Hornung (Februar) zu Jerusalem. Er ist ein Sagengläubiger und Romantiker. Beinahe werthlos“.

## Werke
1840
- Abtei Heysterbach. In: Morgenblatt für gebildete Leser. Nr. 135 (5. Juni 1840), S. 537 f.
- Auf der Wache. in: Morgenblatt für gebildete Leser, Nr. 182 (31. Juli 1840), S. 725 f.
- Bilder aus dem Soldatenleben im Frieden. Erschienen in zahlreichen Fortsetzungen im Morgenblatt für gebildete Leser, ab Nr. 219 (12. September 1840).

1841
- Vier Könige. Bilder aus dem Soldatenleben. Mit Federzeichnungen von Theodor Hoffmann, Stuttgart: Adolph Krabbe. Hackländers erste Buchveröffentlichung enthält als zweiten Teil die Bilder aus dem Soldatenleben im Frieden. Es existieren zwei Ausgaben aus demselben Jahr mit verschiedenen Angaben auf dem Titelblatt (Digitalisat SUB Göttingen / Digitalisat BSB München). Das Buch wurde unter dem Titel Das Soldatenleben im Frieden 1844 und noch in späteren Jahren veröffentlicht.
- (anonym) „Landreise von Rutschuk [!] nach Constantinopel“, Morgenblatt für gebildete Leser, Nr. 10 ff. (12. Januar 1841 ff.).[11]

1842
- „Reisende Engländer im Orient“, Europa. Chronik der gebildeten Welt, vierter Jahresband von 1842, S. 417–437. Später abgedruckt in den Humoristischen Erzählungen (1847) und im fünften Band von Hackländers Humoristischen Schriften, Stuttgart 1862 (dritte Auflage), S. 5–25.
- Daguerreotypen. Aufgenommen während einer Reise in den Orient in den Jahren 1840 und 1841, 2 Bände, Stuttgart: Adolph Krabbe (Digitalisat Band I - Digitalisat Band II).

1843
- Märchen. Mit sechs Original-Stahlstichen von J.B. Zwecker, Stuttgart: Adolph Krabbe (Digitalisat). Nochmals veröffentlicht als Band XIII in der Gesamtausgabe der Werke (Stuttgart 1855; zweite Auflage 1863). Eine amerikanische Ausgabe erschien in Philadelphia 1870 unter dem Titel Enchanting and Enchanted. Eine moderne Kinderausgabe wurde 1993 unter dem Titel Der Schneider der Zwerge, oder: Vom Schwätzen und Schweigen in München (Domino Verlag) veröffentlicht.
- „Die Geschichte vom Einarm“, Dombausteine. Von einem Vereine deutscher Dichter und Künstler. 1843. Als Beitrag zum Ausbau des Kölner Doms, Karlsruhe: F. Gutsch und Rupp, S. 352–407.

1845
- Wachtstubenabenteuer, Stuttgart: Adolph Krabbe (Digitalisat). Eine zweite Auflage wurde 1852 gedruckt, bevor im Jahr 1853 weitere zwei Bände unter demselben Titel erschienen.

1846
- Reise in den Orient. Zweite, verbesserte Auflage der: Daguerreotypen, 2 Bände, Stuttgart: Adolph Krabbe (Digitalisat Band I - Digitalisat Band II). Der Text ist abgesehen von Kleinigkeiten identisch mit den Daguerreotypen von 1842, wurde aber um einige Passagen gegenüber der Erstausgabe gekürzt. Später abgedruckt in Band VIII der Gesammt-Ausgabe von Hackländers Werken (Stuttgart 1855). Eine Neuausgabe erschien 2004 im Olms Verlag in der Reihe Documenta Arabica.
- Das Soldatenleben im Frieden. Dritte Auflage, Stuttgart: Adolph Krabbe. Eine vierte Auflage erschien 1850 (Digitalisat).

1847
- Der Pilgerzug nach Mekka. Morgenländische Sagen und Erzählungen, Stuttgart: Adolph Krabbe (Digitalisat).
- Humoristische Erzählungen, Stuttgart: Adolph Krabbe (Digitalisat).

1848
- Soldatenleben. Komische Oper in drei Akten, Stuttgart; Musikalienverwalter Fein, o. J. (vermutetes Veröffentlichungsdatum: 1848).

1849
- Bilder aus dem Soldatenleben im Kriege, Stuttgart - Tübingen: J.G. Cotta. In zweiter, unveränderter Auflage nochmals gedruckt 1850.

1850
- Bilder aus dem Leben, Stuttgart: Adolph Krabbe (Digitalisat).
- Handel und Wandel, 2 Bände, Berlin: Franz Duncker.

1851
- Der geheime Agent. Lustspiel in fünf Aufzügen, Stuttgart: Adolph Krabbe (Digitalisat).
- Namenlose Geschichten, 3 Bände, Stuttgart: Carl Krabbe (Digitalisat Band I). Eine neue, durchgesehene Auflage erschien 1856 (Stuttgart: Adolph Krabbe).

1852
- Eugen Stillfried, 3 Bände, Stuttgart: Adolph Krabbe.

1853
- Illustrirte Soldaten-Geschichten. Ein Jahrbuch für das Militär und seine Freunde. 1853, Stuttgart: Eduard Hallberger (Digitalisat).
- Magnetische Kuren. Lustspiel in vier Aufzügen, Stuttgart: Adolph Krabbe (Digitalisat).
- Schuldig! Scherz in einem Akte, Stuttgart: K.F. Hering & Comp. (Digitalisat).
- Wachtstubenabenteuer, Bände II-III, Stuttgart: Adolph Krabbe (Digitalisat Band II - Digitalisat Band III).

1854
- Europäisches Sklavenleben, 4 Bände, Stuttgart: Adolph Krabbe. Eine dritte durchgesehene Auflage erschien 1857 in fünf Bänden.
- Nicht illustrirte Soldaten-Geschichten. Ein Jahrbuch für das Militär und seine Freunde 1854, Stuttgart: Eduard Hallberger (Digitalisat).

1855
- Ein Winter in Spanien, 2 Bände, Stuttgart: Adolph Krabbe (Digitalisat Band I - Digitalisat Band II).

1855
- F. W. Hackländer's Werke. Erste Gesammt-Ausgabe, Bände I-XVI, Stuttgart: Adolph Krabbe. Inklusive der in späteren Jahren veröffentlichten Bände umfasste die Gesamtausgabe bei ihrem Abschluss im Jahr 1873 schließlich 60 Bände.

1856
- F. W. Hackländer's Werke. Erste Gesammt-Ausgabe, Bände XVII-XX, Stuttgart: Adolph Krabbe.
- „Die erste Versammlung deutscher bildender Künstler“, Hausblätter, Jahresband IV von 1856 (Stuttgart), S. 298–320.
- „Eine Regenstudie“, Hausblätter, Jahresband I von 1856, S. 154–160.
- „Geschichten einer Wetterfahne“, Hausblätter, Jahresband I von 1856, S. 1–17, 198–207, 257–267; Jbd. IV von 1856 (Stuttgart), S. 341–361.

1857
- Der Augenblick des Glücks, 2 Bände, Stuttgart: Adolph Krabbe (Digitalisat Band I), (Digitalisat).
- Europäisches Sklavenleben. Dritte durchgesehene Auflage in fünf Bänden, 5 Bände, Stuttgart: Adolph Krabbe.
- Soldaten-Geschichten für das Militär und seine Freunde, 4 Bände, Stuttgart: Eduard Hallberger.
- Zur Ruhe setzen. Ein Lustspiel in vier Aufzügen, Stuttgart: Adolph Krabbe (Digitalisat).
- „Ueber italienische Theater“, Hausblätter, Jahresband I von 1857 (Stuttgart), S. 479–486.
- „Weihnacht-Abend in Venedig“, Hausblätter, Jahresband I von 1857 (Stuttgart), S. 235–256.

1858
- Der neue Don Quixote, 5 Bände, Stuttgart: Adolph Krabbe.
- Soldaten-Geschichten für das Militär und seine Freunde, 3 Bände, Stuttgart: Eduard Hallberger.
- „Wie das Licht ausgelöscht wird“, Hausblätter, Jahresband I von 1858 (Stuttgart), S. 62–74.

1859
- Krieg und Frieden. Erzählungen und Bilder, 2 Bände, Stuttgart: Adolph Krabbe.

1860
- F. W. Hackländer's Werke. Erste Gesammt-Ausgabe, Bände XXI-XXXIV, Stuttgart: Adolph Krabbe.
- Der Tannhäuser. Eine Künstlergeschichte, 2 Bände, Stuttgart: Adolph Krabbe.
- Tag und Nacht: Eine Geschichte in vierundzwanzig Stunden. Mit Illustrationen, 2 Bände, Stuttgart: Eduard Hallberger 1860.[12]

1861
- Der Wechsel des Lebens, 3 Bände, Stuttgart: Eduard Hallberger.
- Tagebuch-Blätter, 2 Bände, Stuttgart: Adolph Krabbe (Digitalisat Band I).

1863
- Die dunkle Stunde, 5 Bände, Stuttgart: Adolph Krabbe.

1865
- Der verlorene Sohn. Lustspiel in drei Aufzügen, Stuttgart: Adolph Krabbe (Digitalisat).
- Fürst und Kavalier, Stuttgart: Eduard Hallberger (Digitalisat).
- Vom Haidehaus. Das Loos der Witwe. Der Blaubart. Knospenstudie. Londoner Ausstellungsfahrt, Stuttgart: Eduard Hallberger (Digitalisat).

1866
- F. W. Hackländer's Neuere Werke. Erste Gesammt-Ausgabe, Bände I-XIV, Stuttgart: Adolph Krabbe. (= Bände der durchgezählten Gesamtausgabe XXXV-XLVIII / 35–48).
- Künstlerroman, 5 Bände, Stuttgart: Adolph Krabbe.

1867
- Neue Geschichten. Band I: Der Toreador. Ein Eisenbahn-Abenteuer. (Digitalisat). Band II: Am Herdfeuer. Reiselust (Digitalisat), Stuttgart: Eduard Hallberger.

1868
- Das Geheimniß der Stadt, 3 Bände, Stuttgart: Adolph Krabbe (Digitalisat Band I).
- Eigne und fremde Welt, 2 Bände, Stuttgart: Adolph Krabbe (Digitalisat Band I. Digitalisat Band II).
- Marionetten. Lustspiel in vier Aufzügen, Stuttgart: Adolph Krabbe (Digitalisat).
- Zwölf Zettel, 2 Bände, Stuttgart: Eduard Hallberger.

1869
- Hinter blauen Brillen. Humoristische Novelle, Leipzig - Wien: C. Dittmarsch (Digitalisat).

1870
- Der letzte Bombardier, 4 Bände, Stuttgart: Adolph Krabbe.
- Nahes und Fernes. Die Spuren eines Romans. Unter den päpstlichen Zuaven, zweite Auflage, Stuttgart - Leipzig: Eduard Hallberger (Digitalisat).

1871
- Geschichten im Zickzack, 4 Bände, Stuttgart: Eduard Hallberger.
- Sorgenlose Stunden in heiteren Geschichten. Band I: Die Montechi und Capuletti. Aus der Säbeltasche. Im Damen-Coupé. Band II: Hinter blauen Brillen. Auf einer Gartenbank. Reiseschwindel. Eine Wetterstudie, Stuttgart: Adolph Krabbe.

1872
- Der Sturmvogel, 4 Bände, Stuttgart: Eduard Hallberger.
- Freiwillige vor! Kriegsbilder aus den Feldzügen 1870, Leipzig - Wien: C. Dittmarsch (Digitalisat).

1873
- F. W. Hackländer's Werke. Erste Gesammt-Ausgabe, Bände XLIX-LX (49–60), Stuttgart: A. Kröner. Nach den Veröffentlichungen der Gesamtausgabe in den Jahren 1855–56, 1860 und 1866 wurde diese Fortsetzung als „Vierte Serie“ bezeichnet.

1874
- Kainszeichen. Roman, 4 Bände, Stuttgart: A. Kröner.
- Lohengrin. Novelle, Wien: C. Dittmarsch (Digitalisat)
- Nullen. Roman mit Randverzierungen. Geschichten im Zickzack, 3 Bände, Stuttgart: Eduard Hallberger (Digitalisat von Band I).

1875
- Diplomatische Fäden. Lustspiel in drei Aufzügen, Leipzig: Oswald Mutze (Digitalisat).
- Hackländer's Geschichtenbuch, 2 Bände, Stuttgart: A. Kröner.
- Zwei Nächte, München: K. Oldenbourg (Deutscher Novellenschatz Band 23).
  - In: Deutscher Novellenschatz. Hrsg. von Paul Heyse und Hermann Kurz. Bd. 23. 2. Aufl. Berlin, [1910], S. 109–174. In: Weitin, Thomas (Hrsg.): Volldigitalisiertes Korpus. Der Deutsche Novellenschatz. Darmstadt/Konstanz, 2016. (Digitalisat und Volltext im Deutschen Textarchiv)

1876
- Verbotene Früchte. Roman, 2 Bände, Stuttgart (Digitalisat Band I. Digitalisat Band II). Eine amerikanische Ausgabe (übersetzt von Rosalie Kaufman) erschien unter dem Titel Forbidden Fruit in Boston 1877.

1878 (posthum)
- Der Roman meines Lebens

- Friedrich Hackländer: Der Roman meines Lebens. Band 1. Stuttgart: A. Krabbe, 1878.
- Friedrich Hackländer: Der Roman meines Lebens. Band 2. Stuttgart: A. Krabbe, 1878.

1879 (posthum)
- Letzte Novellen von F. W. Hackländer: Mit seinem ersten literarischen Versuch. Inhalt: Angelika - La Gitana - Das Märchen von der Eisfee - In den Katakomben - Die versprochene Arbeit, Stuttgart: Carl Krabbe 1879.

Werke Hackländers wurden in zahlreiche europäische Fremdsprachen übersetzt, allen voran das Niederländische, einiges auch ins Japanische.

## Wohnungen
Ab 1840 wohnte Hackländer in Stuttgart in Mietwohnungen, ab 1844 im Neuen Schloss, ab 1850 wieder in Mietwohnungen, und ab 1861 im eigenen Haus. Ab 1856 bewohnte er in den Sommermonaten sein Haidehaus in Stuttgart, ab 1868 sein Haidehaus in Leoni.

### Stadtwohnungen in Stuttgart

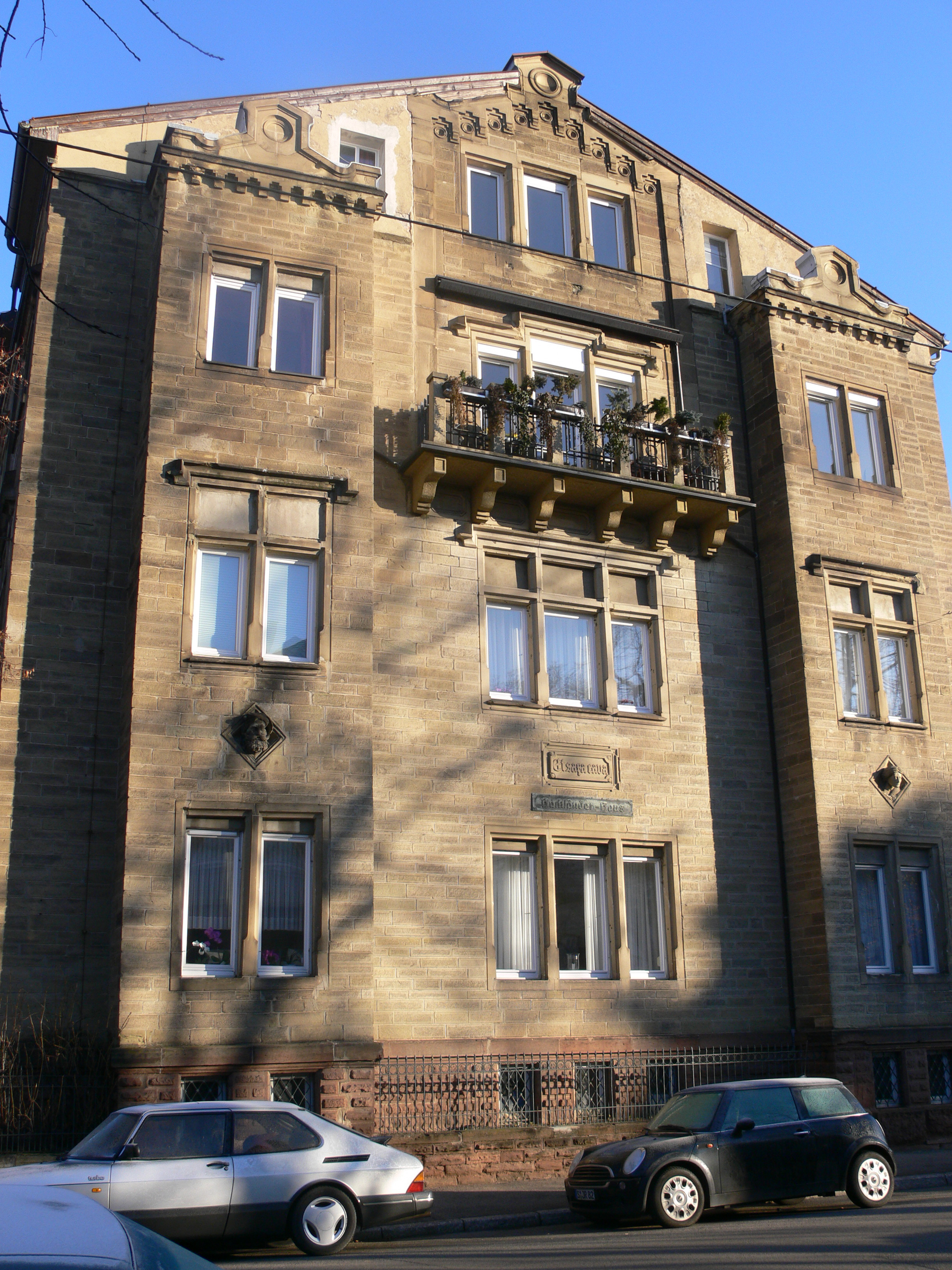
Ehemaliges Hackländerhaus, ursprünglich in der Urbanstraße 10, 1910 in die Schoderstraße 7 versetzt.

Am 15. April 1840 kam Hackländer mit seinem Freund Rudolph Neuburg nach Stuttgart, wo dieser eine Stelle bei dem Buchhändler Paul Neff antrat. Sie mieteten zusammen für die ersten vier Wochen eine Wohnung „am äußersten Ende der Sophienstraße“. Danach lösten sie ihre Wohngemeinschaft auf, und Hackländer zog „in das kleine Zimmer eines Hinterhauses in der Friedrichstraße“, dessen Lage inmitten von Gärten ihn entzückte. Nach der Rückkehr von seiner Orientreise Mitte 1841 mietete er bis zur Italienreise von Kronprinz Karl die Parterrewohnung des Hauses Kanzleistraße 21, deren Salon sich zu einem kulturellen Treffpunkt entwickelte.
Ab November 1843 begleitete er den Kronprinzen auf seiner Italienreise und erhielt nach der Rückkehr 1844 „zwei freundliche Zimmer für mich und eines für meinen Diener in den oberen Räumen des neuen Schlosses, allerdings Mansardenzimmer, wie die meisten hier oben, aber hoch und geräumig. Neben der großen Treppe führte eine kleine, etwas dunkle, unmittelbar zu den Gemächern des Kronprinzen im Parterrestocke.“ Nach seiner Entlassung als Privatsekretär 1849 fand er vorerst „zwei Zimmer im Hause des Buchhändlers L. Hallberger in der Königsstraße, recht passend für mich, da Haus und Lage zu den elegantesten Stuttgarts gehörte und ich doch meinen Feinden nicht das Vergnügen machen durfte, irgendwo in den dritten Stock einer Seitenstraße zu ziehen“. Von 1850 bis 1860 wohnte er im Umkreis des Schlosses in der Neckarstraße 34, in der Kanzleistraße 15, in der Charlottenstraße 9 und in der Dorotheenstraße 2. Ab 1856 wohnte er im Sommer in seinem Landhaus in Stuttgart, ab 1868 in Leoni.
1859 wurde Hackländer zum Königlichen Bau- und Gartendirektor ernannt. Von seinem Freund Christian Friedrich Leins ließ er sich in der Urbanstraße 10 ein Haus erbauen, „ein stattliches, sehr bequemes Wohnhaus, welches aber für seine eigenen Verhältnisse etwas zu großartig angelegt war, weßhalb er es später verkaufte, um sich unmittelbar daneben in einer neu gebauten einfacheren, aber ganz nach seinen und seiner Familie Bedürfnissen gebauten Wohnung niederzulassen“. Das Haus Uhlandstraße 1, an der Ecke zum Haus Urbanstraße 10, bewohnte er mit seiner Frau von 1872 bis zu seinem Tod 1877. Seine Frau Karoline überlebte ihn um 23 Jahre und wohnte in dem Haus bis zu ihrem Tod 1900. Das ehemalige Hackländerhaus in der Urbanstraße 10 wurde 1910 abgebrochen und von den Architekten Bihl & Woltz unter Verwendung der alten Materialien in seiner alten Form im Stuttgarter Norden in der Schoderstraße 7 wieder aufgebaut.

### Haidehaus in Stuttgart

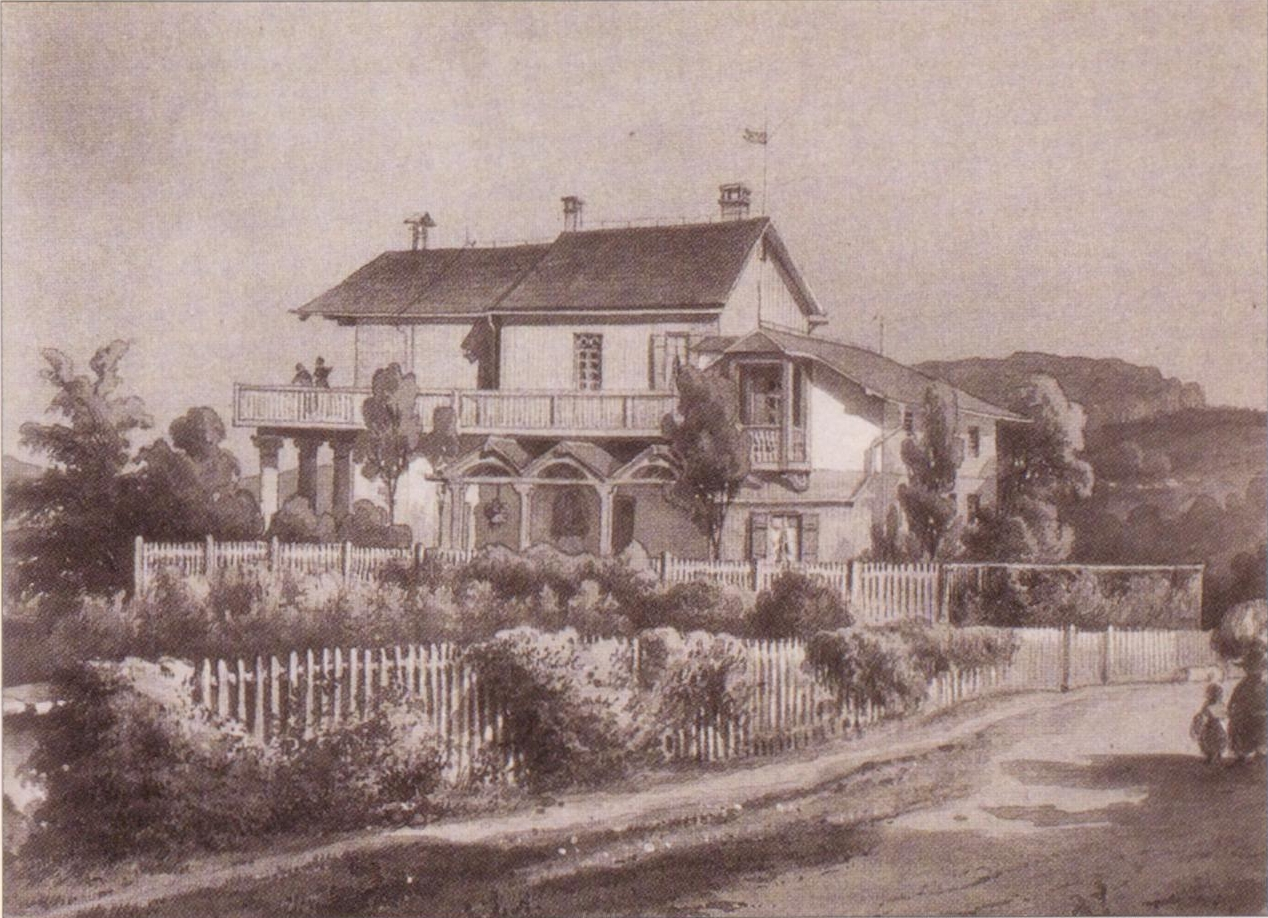
Hackländers Landhaus in Stuttgart, 1852.

1878 schrieb Hackländer rückblickend in seinen Memoiren: „Von jeher habe ich für das Leben auf dem Lande geschwärmt und es mir als höchstes Glück vorgestellt, selbst etwas Aehnliches zu besitzen, ja ein solches Landhaus Sommers und Winters bewohnen zu können … glückselige Phantasieen, die auch später theilweise in Erfüllung gegangen sind!“ 1845 begann der Bau der Sommerresidenz des Kronprinzen, der Villa Berg.
Bei der Organisation und Überwachung der Arbeiten kam Hackländer, der in engem Kontakt mit dem Kronprinzen stand, eine wichtige Rolle zu. Im gleichen Jahr erwarb Hackländer auf der Gänsheide, einer damals unbebauten Hochfläche außerhalb der Stadt, einen verwilderten Garten und einige Weingärtnergrundstücke in der Umgebung. 1847 ließ er die nicht mehr benötigte Bauhütte der Villa Berg in seinem Garten aufbauen und erweitern, „was ein ganz stattliches Gebäude gab“. 1848 war das Haidehaus, wie es Hackländer nannte, „unter Dach“. Das Haidehaus wurde sein Refugium, und ab 1856 ließ er im Adressbuch eintragen: „wohnt während der Sommermonate auf seinem Landgut“. Von 1859 bis 1864 war er Königlicher Bau- und Gartendirektor und machte sich unter anderem um die Ausgestaltung des Schlossplatzes verdient. Nach König Wilhelms Tod 1864 wurde er aus dem Amt entlassen. Er verkaufte das Haidehaus, das 1909 von Robert Bosch erworben und abgerissen wurde, um Platz für die Villa Bosch zu schaffen.
Hackländer setzte seinem Stuttgarter Haidehaus ein literarisches Denkmal mit der Novelle „Haidehaus“, abgedruckt bei #Lauxmann 1932. In seiner Novellensammlung „Vom Haidehaus“ von 1865 geht Hackländer nur im Vorwort auf das Haidehaus ein, „wo die vorliegenden Geschichten größtentheils entstanden, durchgesehen und zuſammengestellt wurden.“

### Haidehaus in Leoni
Nach der Entlassung aus dem Amt des Bau- und Gartendirektors und dem Verkauf des Haidehauses behielt Hackländer seine Wohnung in der Stadt bei, erwarb aber 1868 als neues Refugium ein Landhaus in Leoni am Starnberger See, das er wieder Haidehaus nannte und das heute Villa Hackländer genannt wird. In seinen Memoiren schrieb er: „Auch das liebe Haidehaus wurde verkauft, aber nur, weil ein noch lieblicherer Sommersitz bei Leoni am Starnbergersee dafür gewonnen werden sollte.“ 1869 wurde Eduard Hallberger, der Verleger der Zeitschrift „Über Land und Meer“, deren Herausgeber Hackländer war, durch den Erwerb von Schloss Tutzing zu seinem Nachbarn am anderen Seeufer. Am 6. Juli 1877 verstarb Hackländer in seinem Haus in Leoni. Im November des Jahres veröffentlichte seine Witwe Karoline in der Zeitschrift „Über Land und Meer“ eine Verkaufsanzeige für das Haus.
| - Hackländers Landhaus in Leoni, 2015. | - Verkaufsanzeige für Hackländers Landhaus in Leoni, 1877. |

### Leben und Werk
- Constantin von Wurzbach: Hackländer, Friedrich Wilhelm. In: Biographisches Lexikon des Kaiserthums Oesterreich. 7. Theil. Kaiserlich-königliche Hof- und Staatsdruckerei, Wien 1861, S. 162 f. (Digitalisat).
- Jakob Franck: Hackländer, Friedrich Wilhelm. In: Allgemeine Deutsche Biographie (ADB). Band 10, Duncker & Humblot, Leipzig 1879, S. 296 f.
- Fritz Martini: Hackländer, Friedrich Wilhelm Ritter von. In: Neue Deutsche Biographie (NDB). Band 7, Duncker & Humblot, Berlin 1966, ISBN 3-428-00188-5, S. 412 f. (Digitalisat).
- Ernst Schlagenhauf: Die Ritter vom Geiste und ihre Spuren im württembergischen Unterland (Christian von Massenbach, Friedrich Wilhelm Hackländer, Wilhelm Ganzhorn, Friedrich Wilhelm Mader). Wüstenrot 1993.
- Hans Peter Siebel: F. W. Hackländer. Eine Bibliographie. Klassifikation, Beschreibung, Text-Vergleiche. Mattes, Heidelberg 1997, ISBN 3-930978-40-7
- Jutta Bendt; Heinrich Fischer: Friedrich Wilhelm Hackländer, 1816–1877. Marbach am Neckar : Deutsche Schillergesellschaft, 1998.
- Gustav Frank: Krise und Experiment. Komplexe Erzähltexte im literarischen Umbruch des 19. Jahrhunderts. DUV, Wiesbaden 1998, ISBN 3-8244-4316-3.
- Theodor Heuss: Der »Hack«, in: Schattenbeschwörung. Randfiguren der Geschichte. Wunderlich, Stuttgart und Tübingen 1947 (Neuausgabe: Klöpfer und Meyer, Tübingen 1999, ISBN 3-931402-52-5)

### Wohnstätten
- Hackländers Haidehaus. In: Jörg Kurz: "Die Gänsheide : Geschichte und Kultur." Stuttgart : Verlag im Ziegelhaus, 2007, Seite 21–23.
- Hackländers „Heidehaus“. In: Richard Lauxmann: Die Stuttgarter Gänsheide in Wort und Bild. Stuttgart : Kohlhammer, 1932, Seite 26–33.